# Eva Mulvad
Eva Mulvad (født 22. marts 1972) er en dansk filminstruktør og producer af dokumentarfilm.

## Biografi
Eva Mulvad blev født i 1972 og studerede politisk videnskab på Københavns Universitet. I 2001 dimitterede Mulvad fra Den Danske Filmskole.
Allerede i en ung alder havde hun drømt om at blive en journalist, og begyndte at skrive for Politiken, Euroman og Månedsbladet Press. Fra 1994 til 1997 arbejdede Mulvad som freelancejournalist for Danmarks Radio. Siden 1997 har hun lavet dokumentarfilm for Danmarks Radio. Efter sin dimission i 2001 fortsatte hun med at arbejde freelance for forskellige produktionsselskaber og DR.
I 2006 fik hun sit store gennembrud med dokumentarfilmen Vores lykkes fjender om den afghanske politiker og menneskerettighedsaktivist Malalai Joya. Hun vandt Zilveren Wolf på IDFA og derefter World Cinema – Documentary Jury Prize ved Sundance Film Festival. Hun vandt samme år WIFT-prisen (Kvinder i Film og TV) for unge filmtalenter.
Mulvads dokumentar Det gode liv  blev i 2011 udvalgt til konkurrence på IDFA til filmfestivaler i Tribeca og San Francisco, og den vandt prisen for bedste dokumentar på den internationale filmfestival i Karlsbad.

## Filmografi
- 2006: Vores lykkes fjender
- 2006: Kolonien
- 2011: Med døden til følge
- 2011: Det gode liv
- 2014: Slottet
- 2017: A Modern Man

### Tv-serier
- 1997: Homo sapiens
- 2003: Når vi skilles
- 2007: Wide Angle

## Priser og nomineringer
De mest vigtige:
| År   | Pris                                              | Kategori                              | Kandidat(er)         | Resultater  |        |
| ---- | ------------------------------------------------- | ------------------------------------- | -------------------- | ----------- | ------ |
| 2006 | International Documentary Film Festival Amsterdam | Zilveren Wolf                         | Vundet               |             |        |
| 2007 | Sundance Film Festival                            | World Cinema – Documentary Jury Prize | Vores lykkes fjender | Vundet      |        |
| 2011 | Internationale filmfestival i Karlsbad            | Bedste dokumentar                     | Vores lykkes fjender | Det liv gud | Vundet |